# Colonna (rione de Roma)
Colonna es el tercer rione de Roma, Italia, indicado como R. III. Su escudo es una columna de plata sobre fondo rojo.

## Límites
Estas son las calles y plazas que actúan como límite con los rioni colindantes:
- Ludovisi: Via degli Artisti, Via di Sant'Isidoro, Via Veneto
- Trevi: Piazza Barberini, Via del Tritone, Largo Chigi, Piazza Colonna, Via del Corso
- Pigna: Via del Caravita, Piazza sant'Ignazio, Piazza San Macuto, Via del Seminario
- Sant'Eustachio: Piazza della Rotonda, Via del Pantheon, Piazza della Maddalena y Via della Maddalena
- Campo Marzio: Via di Campo Marzio

## Monumentos y lugares de interés

### Arquitectura religiosa

#### Iglesias
Estas son todas las iglesias situadas en el rione:
- Basílica de Sant'Andrea delle Fratte
- Basilica di San Lorenzo in Lucina
- Santa Maria in Aquiro
- Santa Maria Maddalena
- San Macuto
- Santi Bartolomeo e Alessandro dei Bergamaschi
- San Silvestro in Capite
- San Giuseppe a Capo le Case
- Santi Ildefonso e Tommaso da Villanova
- Santa Maria d'Itria
- Re Magi
- Chiesa evangelica battista in piazza San Lorenzo in Lucina
- Santissima Trinità della Missione (desaparecida)
- Sant'Andrea della Colonna (desaparecida)

### Arquitectura civil

#### Palacios
- Palazzo Chigi
- Palazzo Gabrielli-Borromeo
- Palazzo Montecitorio
- Palazzo Wedekind
- Casa Vaca

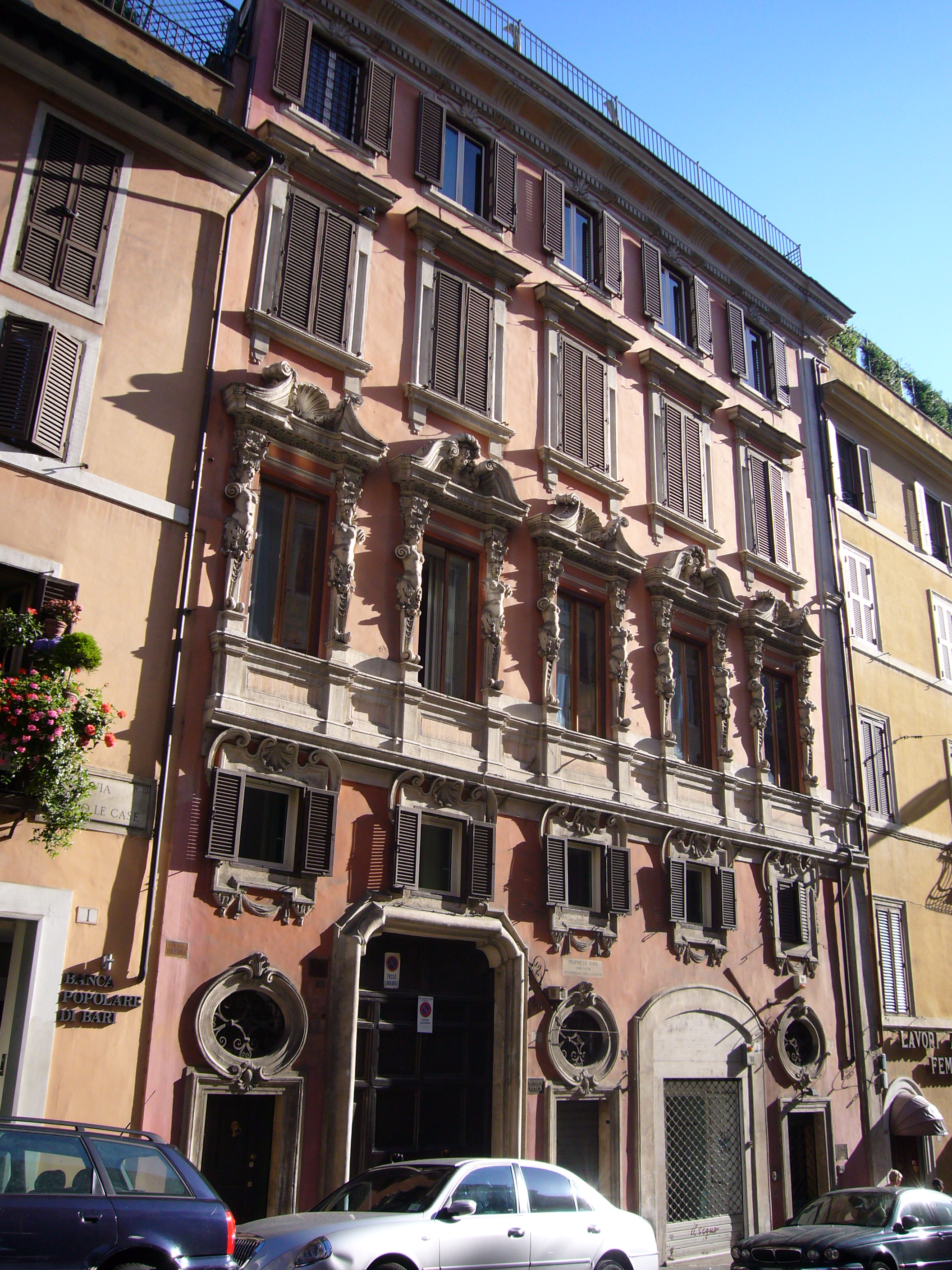
El Palazzo Toni a Capolecase.

- Palazzo Toni, en la Via Capolecase, llamado por los romanos dei pupazzi ("marionetas") por las hermas que decoran el piano nobile: aquí tuvieron su estudio Massimo d'Azeglio y Arnold Böcklin
- Templo de Adriano
- Galleria Alberto Sordi (antigua Galleria Colonna)
- Palazzo Capranica

### Otros

#### Plazas
- Piazza Colonna
- Piazza della Rotonda
- Piazza di Montecitorio
- Piazza del Parlamento

#### Calles
- Via dei Due Macelli
- Via del Corso
- Via del Nazareno
- Via della Vite
- Via Frattina
- Via Sistina
- Via Capo le Case

#### Otros monumentos
- Columna de Marco Aurelio, llamada erróneamente Columna Antonina